# Addington (Nuevo Brunswick)
Addington es una parroquia canadiense situada en la provincia de Nuevo Brunswick.

## Superficie
Addington tiene una superficie de 933 km².

## Demografía
En 2021, tenía 698 habitantes, una densidad poblacional de 0,7 hab./km², y 354 viviendas.